# Фукухара Реідзо
Фукухара Реідзо (яп. 福原 黎三; 2 квітня 1931, Хіросіма — 27 лютого 1970) — японський футболіст, що грав на позиції півзахисника.

## Виступи за збірну
Дебютував 1955 року в офіційних матчах у складі національної збірної Японії. У формі головної команди країни зіграв 2 матчі.

## Статистика
Статистика виступів у національній збірній.
| Збірна Японії | Збірна Японії | Збірна Японії |
| Роки          | Ігри          | голи          |
| ------------- | ------------- | ------------- |
| 1955          | 2             | 0             |
| Усього        | 2             | 0             |